# Camillo Francesco Maria Pamphilj

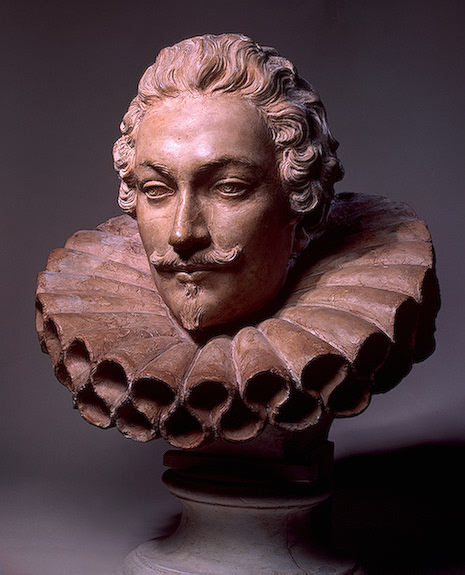
Büste von Camillo Francesco Maria Pamphilj

Camillo Francesco Maria Pamphilj, auch Pamphili, (* 21. Februar 1622 in Neapel; † 26. Juli 1666 in Rom) war General der päpstlichen Armee und Kardinal der Römisch katholischen Kirche. Er stammte aus dem umbrischen Adelsgeschlecht der Pamphilj. Sein Onkel, der Bruder seines Vaters, war Giovanni Battista Pamphilj, der spätere Papst Innozenz X. (1644–1655).

## Geschichte
Vater des Camillo Francesco Maria Pamphilj war der Adelige Pamphilio Pamphilj, der mit Olimpia Maidalchini verheiratet war. Sie zogen nach der Amtsübernahme des väterlichen Bruders, der als Apostolischer Nuntius im Königreich Neapel tätig war, nach Neapel. Hier studierte Camillo Francesco Humanismus, Philosophie, Mathematik und Architektur. Als sein Onkel Giovanni Battista die Nuntiatur in Madrid übernahm, folgte ihm sein Neffe.
Nach dem Tod seines Vaters verstärkte sich die Beziehung zwischen seiner Mutter Olimpia Maidalchini und ihrem Schwager Giovanni Battista, sie übte einen erheblichen Einfluss auf dessen Wahl zum Papst aus. Nachdem der Onkel 1644 zum Papst Innozenz X. gewählt war, wurde Camillo zum General der päpstlichen Armee ernannt und leitete die Streitkräfte im Kampf gegen das Herzogtum Castro.

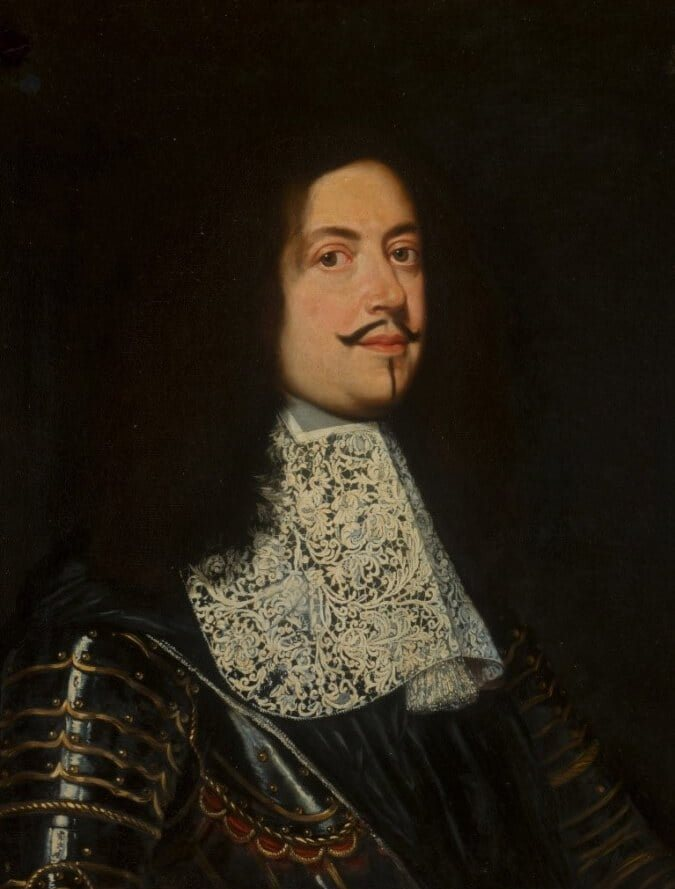
Camillo Pamphilj

Kardinalswappen (modernes Schema)

Am 14. November 1644 wurde er zum Kardinaldiakon von Santa Maria in Domnica erhoben, was nach den Regeln des Nepotismus damals üblich war. Seine ehrgeizige Mutter sah auch ihn schon auf dem Weg zum Heiligen Stuhl. Doch im Alter von zweiundzwanzig Jahren galt er als ein galanter und freundlicher Jüngling und zeigte Interesse an jungen Frauen. Besonders tat es ihm die Witwe des Herzogs von Borghese († 1646), die geborene Olimpia Aldobrandini, an. Am 21. Januar 1647 trat er von seinen kirchlichen Ämtern zurück und heiratete sie am 10. Februar 1647. Sie brachte ihm als Erbteil den Palazzo Doria-Pamphilj in Rom ein. Doch zog er sich den Ärger seiner Mutter und seines Onkels zu, weshalb sich das junge Paar eine Zeit lang in die Campagna Romana zurückzog. Danach nahmen sie ihren ständigen Wohnsitz im Palazzo, den Camillo ab 1654 großzügig erweiterte. Es wurden benachbarte Häuser und ein Kloster aufgekauft und abgerissen. Als Architekt für das Projekt wurde Antonio Del Grande beauftragt. Der Palast gilt heute als größter Adelspalast Roms.
Camillo erhielt 1647 den erblichen Titel eines Fürsten von San Martino al Cimino, eines Klostergutes, das sein Onkel und seine Mutter zwei Jahre zuvor vom Domkapitel des Petersdoms erworben hatten. 1651 kaufte er von Kardinal Francesco Barberini die Ländereien von Valmontone, Lugnano und Montelanico. In Valmontone errichtete er ein neues Schloss und investierte in Bauten und Verbesserungen der Landwirtschaft. Am damaligen Stadtrand von Rom ließ er 1644–1652 von Alessandro Algardi und Giovanni Francesco Grimaldi das berühmte barocke Landhaus Casino del bel respiro erbauen, das heute als Villa Doria Pamphilj der italienischen Regierung als Empfangsort für Staatsgäste dient.

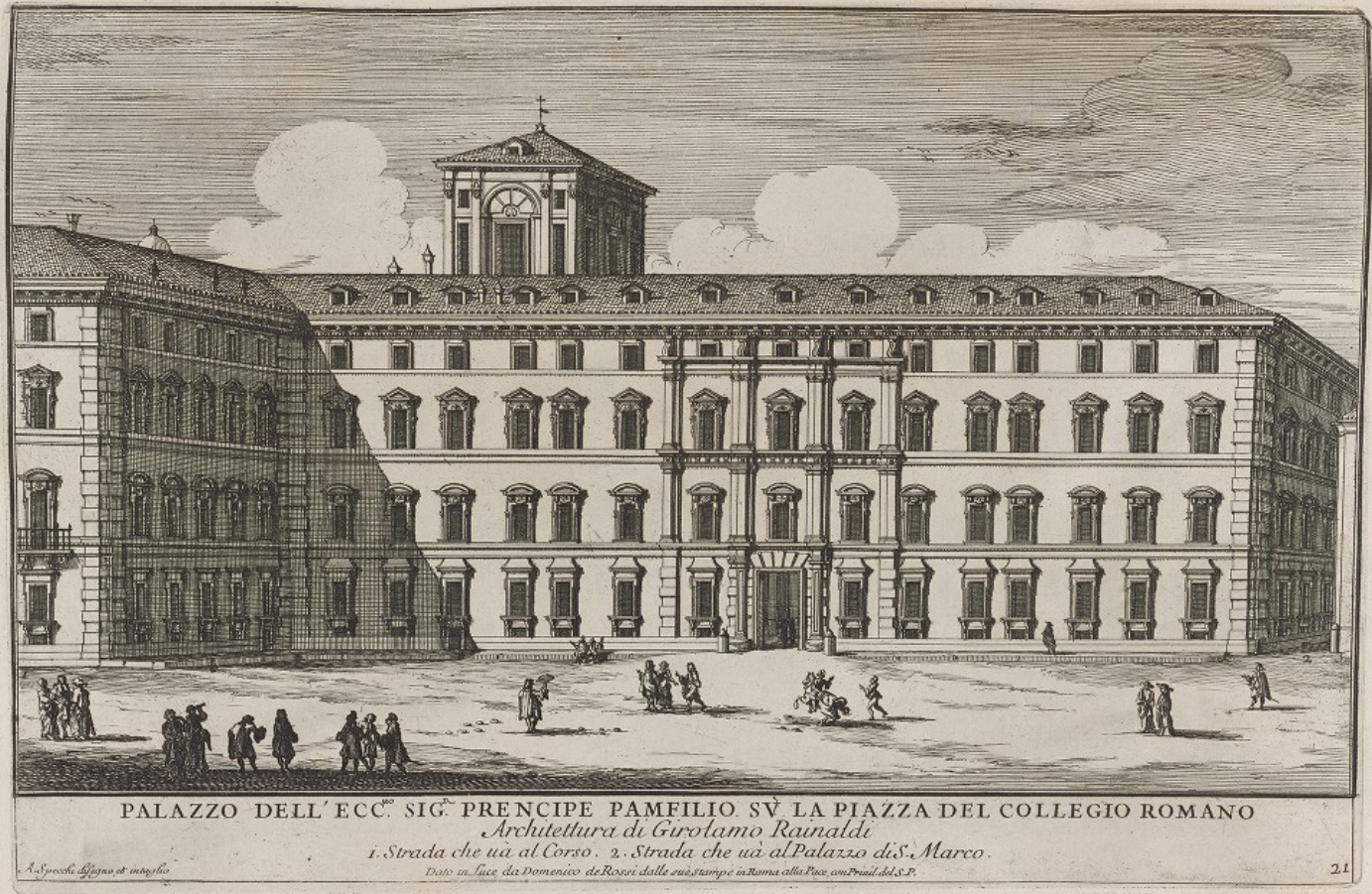
Palazzo Doria-Pamphilj in Rom (1699)
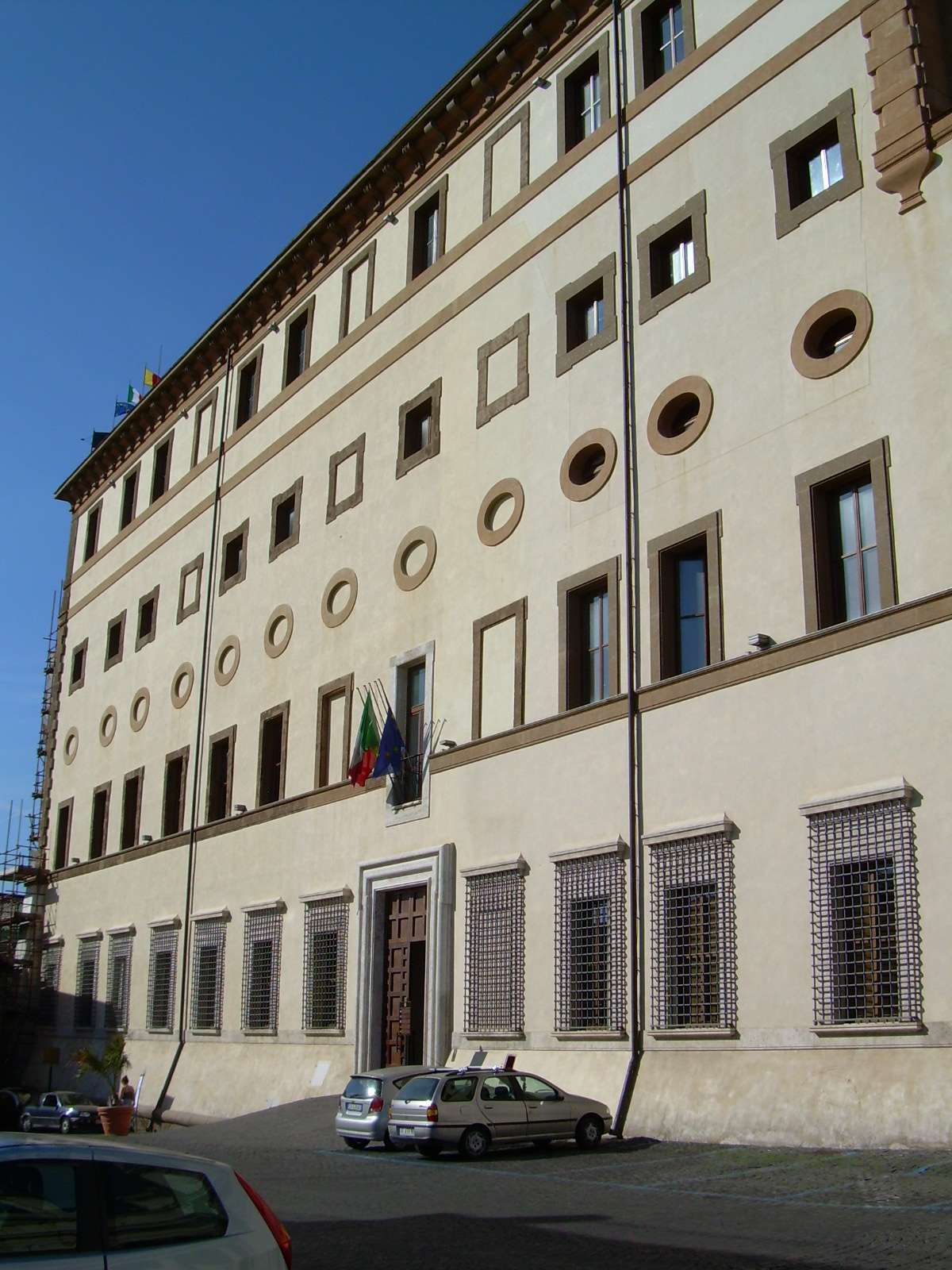
Palazzo Doria-Pamphilj in Valmontone, Latium
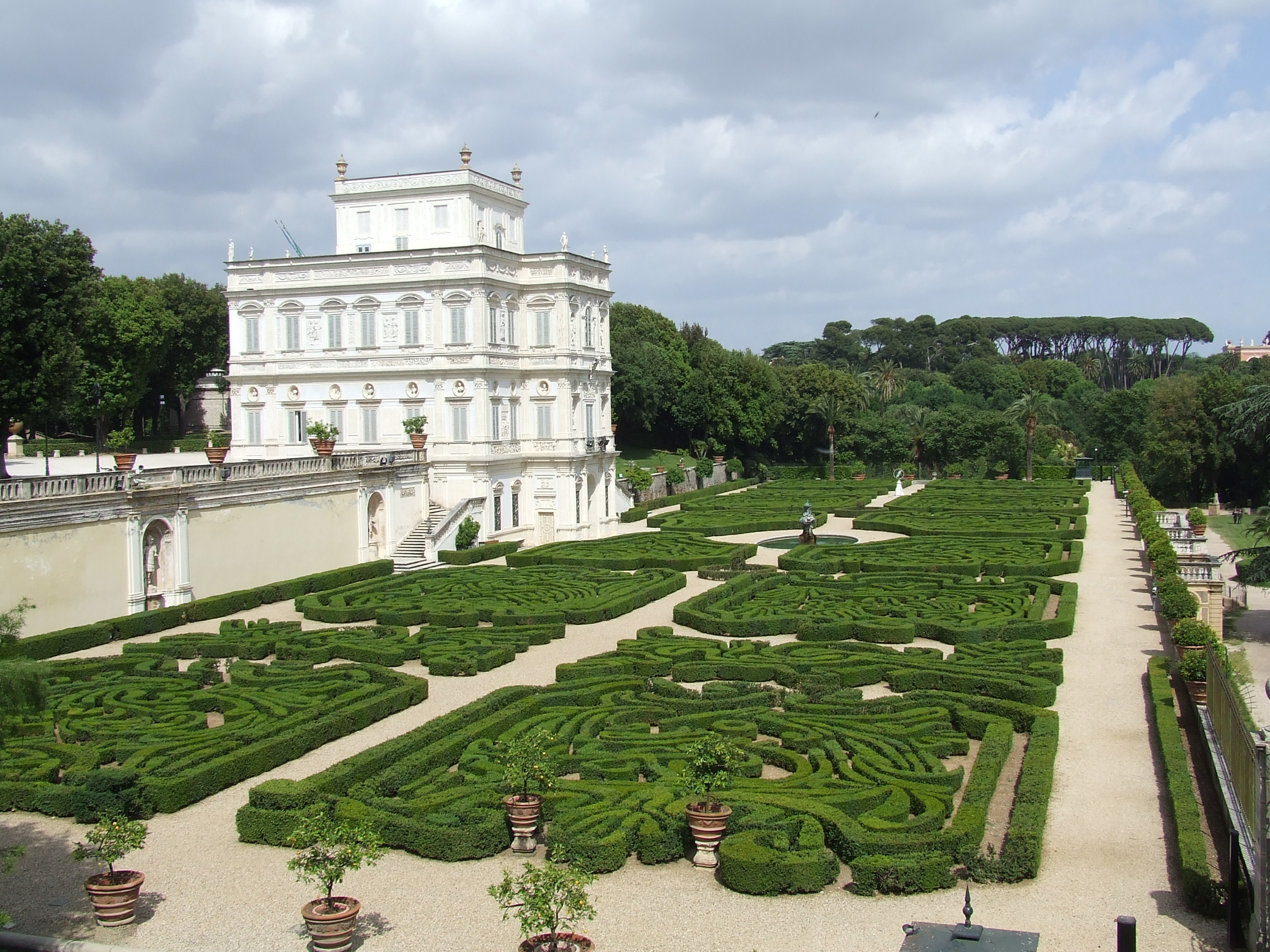
Villa Doria Pamphilj in Rom

## Familie
Aus der Ehe mit Olimpia Aldobrandini gingen fünf Kinder hervor:
- Flaminia Pamphilj († 1709),
- Teresa Pamphilj (1650–1704),
- Anna Pamphilj (1652–1728). Anna heiratete 1671 den Genuesen Giovanni Andreas Doria. Sie bezog die Villa Doria Pamphilj in Rom. Ihre Nachfahren erbten 1760 den Palazzo Doria-Pamphilj und begründeten die Familie Doria-Pamphilj-Landi, die erst 1958 im Mannesstamm erloschen ist (und deren Adoptivnachfahren den Palazzo bis heute besitzen).
- Benedetto Pamphilj (1653–1730), Kardinal, Kultur- und Musikmäzen. Er begründete die berühmte, bis heute zu besichtigende Kunstsammlung im Palazzo Doria-Pamphilj. Für ihn komponierte und musizierte auch Georg Friedrich Händel.
- Giambattista Pamphilj († 1717), ⚭ Violante Facchinetti
  - Olimpia (1672–1731) ⚭ Filippo Colonna, Fürst von Paliano (Sohn der Maria Mancini)
  - Innocenzo (1673–1695)
  - Camillo Filippo (1675–1747) ⚭ Teresa Grillo
  - Girolamo (1678–1760), 4. Fürst von San Martino al Cimino und Valmontone, ⚭ 1) Isabella Conti, 2) Olimpia Caffarelli